# Kochu TV
 (mai 2017).
Kochu TV est une chaîne à temps plein de Sun Network visant les jeunes enfants, basée à Chennai, au Kerala, en Inde.

## Description
La chaîne diffuse principalement des émissions pour les enfants. Après Surya TV & Kiran TV, Sun Network a lancé sa chaîne de télévision Kochu TV le 10 mai 2011. 
Le public cible de Kochu TV est les enfants de 4 à 14 ans. 